# Rudolf Pepper
Rudolf „Rudi“ Pepper (* 28. April 1921) war ein deutscher Boxer.

## Werdegang
Pepper war Boxer beim Verein Punching 22 Dortmund und später Mitglied der Betriebssportgemeinschaft Hoesch. Im Mittelgewicht wurde er 1939, 1940, 1942 und 1944 sowie 1943 im Halbschwergewicht deutscher Amateurmeister. 1941 stand er ebenfalls im Finale der deutschen Meisterschaft um die deutsche Mittelgewichtsmeisterschaft, verlor den Kampf gegen Carl Schmidt aber, da er einen Tiefschlag angebracht hatte. Pepper bestritt Länderkämpfe für Deutschland. Bei der Europameisterschaft 1942 wurde er im Halbschwergewicht Dritter. Da je Gewichtsklasse nur zwei EM-Teilnehmer pro Staat benannt werden durften, entschieden die deutschen Funktionäre, Pepper in der höheren Gewichtsklasse antreten zu lassen und im Mittelgewicht auf die Hamburger Carl Schmidt und Adolf Baumgarten zu setzen.
1947 wechselte Pepper ins Berufsboxen. Er bestritt bis Ende März 1951 insgesamt 41 Kämpfe, von denen er 33 gewann. Im Juni 1949 sicherte er sich durch einen Sieg über Hans Borowski den deutschen Meistertitel im Mittelgewicht. Diesen Titel verteidigte Pepper in den folgenden Monaten dreimal mit Erfolg, musste ihn Anfang September 1949 aber abgegeben, als er Hans Stretz unterlag.